# Wolfgang Staudte
Wolfgang Staudte, född 9 oktober 1906 i Saarbrücken, Tyskland, död 19 januari 1984 i Slovenien, var en tysk filmregissör, manusförfattare och skådespelare.

## Biografi
Staudte var son till skådespelarparet Fritz Staudte och Mathilde Firmans och växte upp i Berlin. Efter avslutad skolgång började han 1923 en lärlingsutbildning som bilmekaniker och tog examen efter tvååriga ingenjörsstudier vid Ingenieur-Akademie Oldenburg med en tvåårig praktik på Mercedes-Benz och Hansa-verk.
Staudtes karriär som regissör började på 1930-talet när han 1935 gjorde reklamfilmer och, som en "eldprov" för unga talanger, gjorde för det halvstatliga Tobis Filmkunst GmbH fyra studiofilmer 1941. Dessutom arbetade han som en skådespelare i, bland annat, Veit Harlans propagandafilm Jud Süß (1940). 
Staudtes viktigaste arbete kom vid tio år efter andra världskriget, då han arbetade med DEFA i Östtyskland. Tyngdpunkten i hans arbete var att lyfta fram gränserna för tysk nationell stolthet. Hans arbete i antinazistiska filmer, såsom Mördarna finns mitt ibland oss (1946), var också en personlig bearbetning av hans filmkarriär under nazisterna (han agerade i den antisemitiska filmen Jud Süß).
Efter 1956 arbetade han i Västtyskland. På 1970-talet, betraktades hans arbete inte längre som särskilt modernt och han flyttade till TV, och arbetade på shower såsom Der Kommissar och Tatort.

## Filmografi i urval

### Som regissör
- 1933: Ein jeder hat mal Glück (Kortfilm, 20 min)
- 1936: Zwischen Sahara und Nürburgring (Dokumentärfilm)
- 1937: Deutsche Siege in drei Erdteilen (Dokumentärfilm)
- 1941: Ins Grab kann man nichts mitnehmen
- 1943: Akrobat schö-ö-ö-n
- 1943: Ich hab von dir geträumt
- 1944: Der Mann, dem man den Namen stahl
- 1946: Mördarna finns mitt ibland oss
- 1948: Die seltsamen Abenteuer des Herrn Fridolin B.
- 1948: Rotation
- 1948: Fünf Mädchen und ein Mann
- 1949: Schicksal aus zweiter Hand (även: Zukunft aus zweiter Hand)
- 1949: Europa wird wieder lachen
- 1951: Der Untertan, efter roman av Heinrich Mann
- 1951: Gift im Zoo
- 1953: Die Geschichte vom kleinen Muck
- 1954: Leuchtfeuer
- 1955: Ciske – ein Kind braucht Liebe (Nederländsk film, original: Ciske de rat)
- 1955: Mutter Courage und ihre Kinder
- 1957: Rose Bernd
- 1957: Madeleine und der Legionär
- 1958: Der Maulkorb
- 1959: Rosen für den Staatsanwalt
- 1960: Kirmes
- 1960: Der letzte Zeuge
- 1962: Die Rebellion (TV-Film för NDR efter roman av Joseph Roth)
- 1962: Die glücklichen Jahre der Thorwalds (Regi med John Olden)
- 1962: Die Dreigroschenoper
- 1963: Herrenpartie
- 1964: Das Lamm (efter en berättelse av Willy Kramp 1959)
- 1965: Der Fall Kapitän Behrens, (TV-film för ZDF)
- 1966: Ganovenehre
- 1968: Die Klasse (TV-spel för SFB)
- 1968: Heimlichkeiten
- 1969: Die Gartenlaube (TV-spel för SFB)
- 1969: Die Herren mit der weißen Weste
- 1970–1973: Der Kommissar (TV-Serie, ZDF)
- 1971: Fluchtweg St. Pauli – Großalarm für die Davidswache
- 1971: Der Seewolf
- 1972: Verrat ist kein Gesellschaftsspiel(TV-film ZDF)
- 1972: Marya Sklodowska Curie (TV-film ZDF)
- 1973: Nerze nachts am Straßenrand (TV-film ZDF)
- 1973: Tote brauchen keine Wohnung
- 1974: Ein fröhliches Dasein (TV-film ZDF)
- 1974: Kommissariat 9 (TV-serie, 13 delar)
- 1975: Schließfach 763 (TV-film ZDF)
- 1975: Lockruf des Goldes (TV-Serie, fyra delar)
- 1976: Um zwei Erfahrungen reicher (TV-film ZDF)
- 1976: Prozeß Medusa (TV-film ZDF)
- 1976: Tatort – Zwei Leben
- 1977: MS Franziska (TV-serie, åtta delar)
- 1977: Das verschollene Inka-Gold (TV-film ZDF)
- 1977: Feuerwasser (TV-film ZDF)
- 1977: Tatort – Spätlese
- 1978: Zwischengleis
- 1979: Der Eiserne Gustav (TV-serie)
- 1979: Tatort – Die Kugel im Leib
- 1980: Tatort – Schussfahrt
- 1980: Tatort – Schönes Wochenende
- 1983: Satan ist auf Gottes Seite
- 1984: Tatort – Freiwild
- 1984: Der Snob
- 1985: Der eiserne Weg

### Som skådespelare
- 1929: Ins Blaue hinein
- 1930: Blå ängeln (student)
- 1931: Gassenhauer
- 1932: Tannenberg – Regi: Heinz Paul
- 1932: Geheimnis des blauen Zimmers – Regi: Erich Engels
- 1933: Der Choral von Leuthen – Regi: Carl Froelich, Arzén von Cserépy
- 1933: Heimkehr ins Glück – Regi: Carl Boese
- 1933: Großfürstin Alexandra – Regi: Wilhelm Thiele
- 1934: Die Bande vom Hoheneck – Regi: Hans F. Wilhelm
- 1934: Schwarzer Jäger Johanna – Regi: Johannes Meyer
- 1936: Der Kaiser von Kalifornien
- 1936: Stärker als Paragraphen – Regi: Jürgen von Alten
- 1937: Togger
- 1937: Gleisdreieck – Regi: Robert A. Stemmle
- 1938: Mordsache Holm – Regi: Erich Engels
- 1938: Ziel in den Wolken
- 1938: Pour le Mérite - Regi: Karl Ritter
- 1939: Drei Unteroffiziere - Regi: Werner Hochbaum
- 1939: Legion Condor
- 1940: Jud Süß
- 1941: Blutsbrüderschaft
- 1941: Jungens

## Utmärkelser
- 1951: Nationalpreis der DDR 2:a Klasse för Der Untertan
- 1951: Filmfestivalen i Karlovy Vary: Pris för kampen för socialistiska framsteg för Der Untertan
- 1955: Filmfestivalen i Venedig: Silverlejonet för Cisce – De Rat
- 1960: Internationales Filmfestival Karlovy Vary: 1:a pris för Rosen für den Staatsanwalt
- 1975: Filmband in Gold för mångåriga prestationer inom tysk film
- 1979: Moskvas internationella filmfestival: Pris för Zwischengleis
- 1978: Verdienstordens der Bundesrepublik Deutschland
- 1984: Helmut-Käutner-priset (postumt)
- 2011: Stjärna på Boulevard der Stars i Berlin